# Écrouves
Écrouves ist eine französische Gemeinde mit 4457 Einwohnern (Stand: 1. Januar 2022) im Département Meurthe-et-Moselle in der Region Grand Est (bis 2015 Lothringen). Écrouves gehört zum Arrondissement Toul und zum Kanton Toul (bis 2015: Kanton Toul-Nord). Die Einwohner werden Scrofuliens genannt.

## Geographie
Die Gemeinde Écrouves besteht aus dem Kernort und den Ortschaften Grandménil, La Justice sowie Bautzen (nach der Schlacht von Bautzen im Jahr 1813 aus der napoleonischen Zeit benannt).
Écrouves liegt teilweise im Regionalen Naturpark Lothringen und etwa vier Kilometer westlich von Toul. Umgeben wird Écrouves von den Nachbargemeinden Pagney-derrière-Barine im Norden, Toul im Osten, Domgermain und Choloy-Ménillot im Süden, Foug im Westen und Bruley im Nordwesten.
Durch den Ort führen der Canal de la Marne au Rhin, die Bahnstrecke Paris–Strasbourg und die frühere Route nationale 4.

## Geschichte

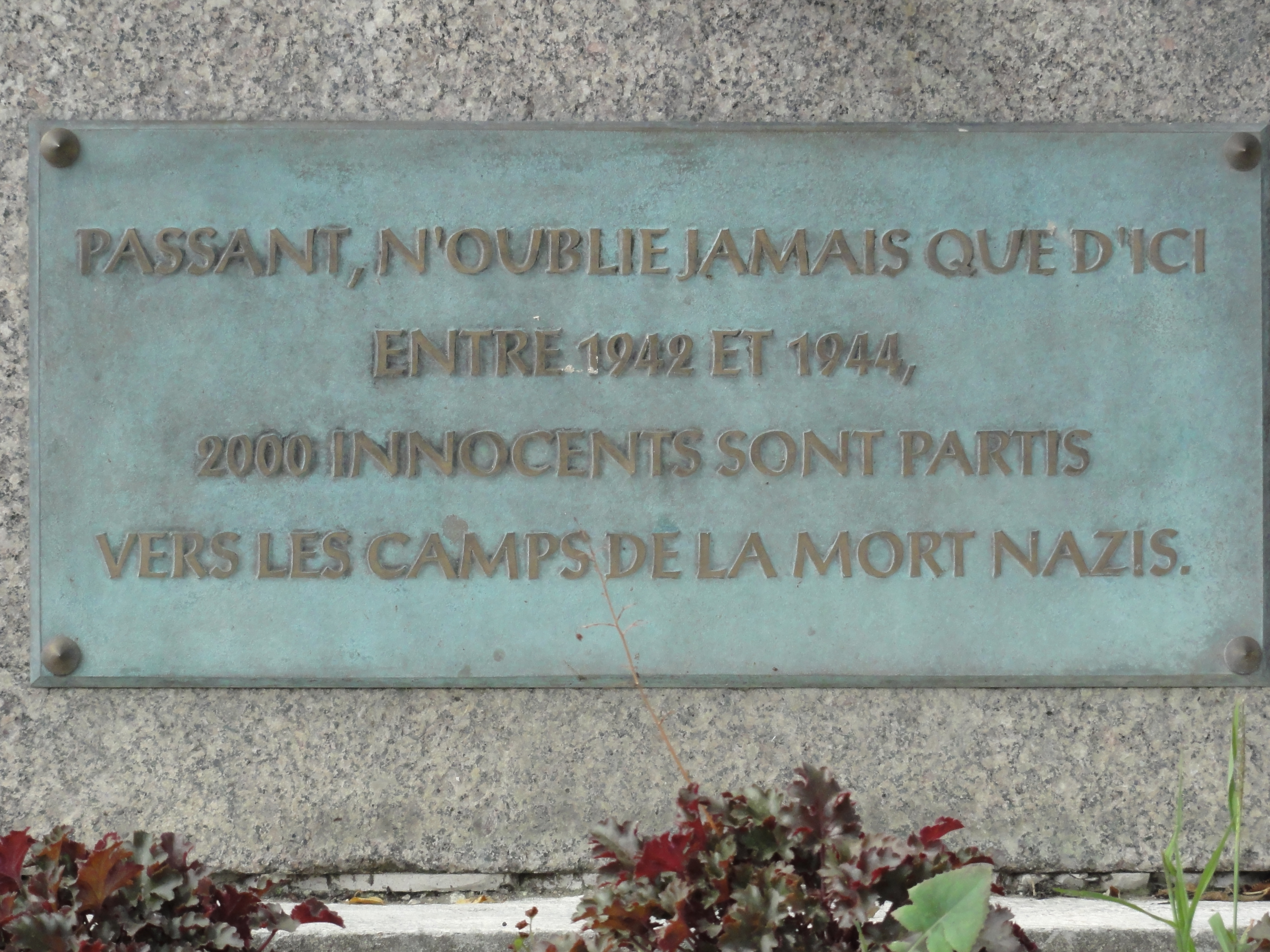
Tafel am Mahnmal für die internierten und deportierten Juden

### Internierungslager Écrouves
Das Internierungslager Écrouves wurde in der aus dem Jahr 1913 stammenden Marceau-Kaserne eingerichtet und bestand vom August 1941 bis zur Befreiung durch die US-Army am 2. September 1944. Während die Fondation pour la mémoire de la déportation (FMD) Écrouves nur als Centre de sejour surveille (Zentrum für überwachten Aufenthalt) beschreibt, wird das dortige Lager unter Anspielung auf das Sammellager Drancy inzwischen auch als Le Petit Drancy, als Lothringens Kleines Drancy, bezeichnet.
Laut FMD bestand das von Stacheldraht umgebene Lager aus unbewohnbaren Gebäuden, in denen unhygienische Zustände herrschten: kein Trinkwasser, kein Strom, keine Heizung, keine sanitären Einrichtungen. Seine Aufnahmekapazität soll 420 Plätze betragen haben. Das Lager diente anfangs dem Vichy-Regime zur Internierung politischer Gegner, darunter vor allem Kommunisten und war in dieser Phase wohl das, was die FMD als überwachtes Aufenthaltszentrum bezeichnet. Von 1942 an wurde das Lager überwiegend als Sammellager für Juden benutzt, die von hieraus in deutsche Konzentrationslager deportiert wurden. Die FMD geht davon aus, dass über den gesamten Zeitraum hinweg in Écrouves 4049  Personen interniert waren, darunter 1452 französische und ausländische Juden. Die Anzahl der Deportierten wird auf annähernd 2000 geschätzt.
Die Webseite der France Archives bestätigt im Wesentlichen die zuvor beschriebenen Funktionen des Lagers in der Zeit der Besatzung, geht dann aber auch noch auf dessen Funktion nach der Befreiung ein. Dort heißt es, das Lager in Écrouves sei in der Nacht vom 1. auf den 2. September 1944 von amerikanischen Truppen befreit wurden. Zu diesem Zeitpunkt befanden sich nur noch 380 Personen im Lager, da der Regionalpräfekt von Nancy zuvor bereits den Befehl gegeben hatte, die aus politischen Gründen oder wegen Schwarzmarkt-Geschäften Internierten zu entlassen. Unter den 380 Personen befanden sich 168, die von den Deutschen verhaftet und interniert worden waren, darunter 167 Juden. Sie wurden alle freigelassen, aber einige bleiben bis zum 30. September 1944 noch im Lager, da die Umstände ihre Rückführung nicht zuließen.
Am 12. September 1944 suspendierte die Forces françaises de l’intérieur (FFI) die noch vom alten Regime eingesetzte Lagerleitung und ernannte den ehemaligen Chefbuchhalter zum Direktor. Fortan änderte sich die Funktion des Lagers. Es füllte sich schnell mit Personen, die als  Kollaborateure festgenommen worden waren oder der Kollaboration verdächtigt wurden. Ende September 1944 waren 1.267 Personen interniert.
Auf Anordnung des Innenministeriums wird das Lager in Écrouves zum 31. Mai 1946 aufgelöst. Einige wenige Personen befanden auch noch bis zur endgültigen Liquidation am 30. September 1946 dort. Das vergleichbare, aber kleinere Zentrum für überwachten Aufenthalt in Joeuf war bereits am 28. März 1945 aufgelöst worden, wobei seine zu dem Zeitpunkt noch vorhandenen 104 Internierte nach Écrouves verlegt worden waren.
Das ehemalige Internierungslager ist heute ein Gefängnis. Auf dessen Gelände befindet sich ein Mahnmal zur Erinnerung an die in Écrouves internierten Juden.

## Bevölkerungsentwicklung
| Jahr      | 1962 | 1968 | 1975 | 1982 | 1990 | 1999 | 2006 | 2011 | 2017 |
| Einwohner | 2354 | 3580 | 3703 | 3758 | 3691 | 3670 | 4112 | 4496 | 4376 |

## Sehenswürdigkeiten

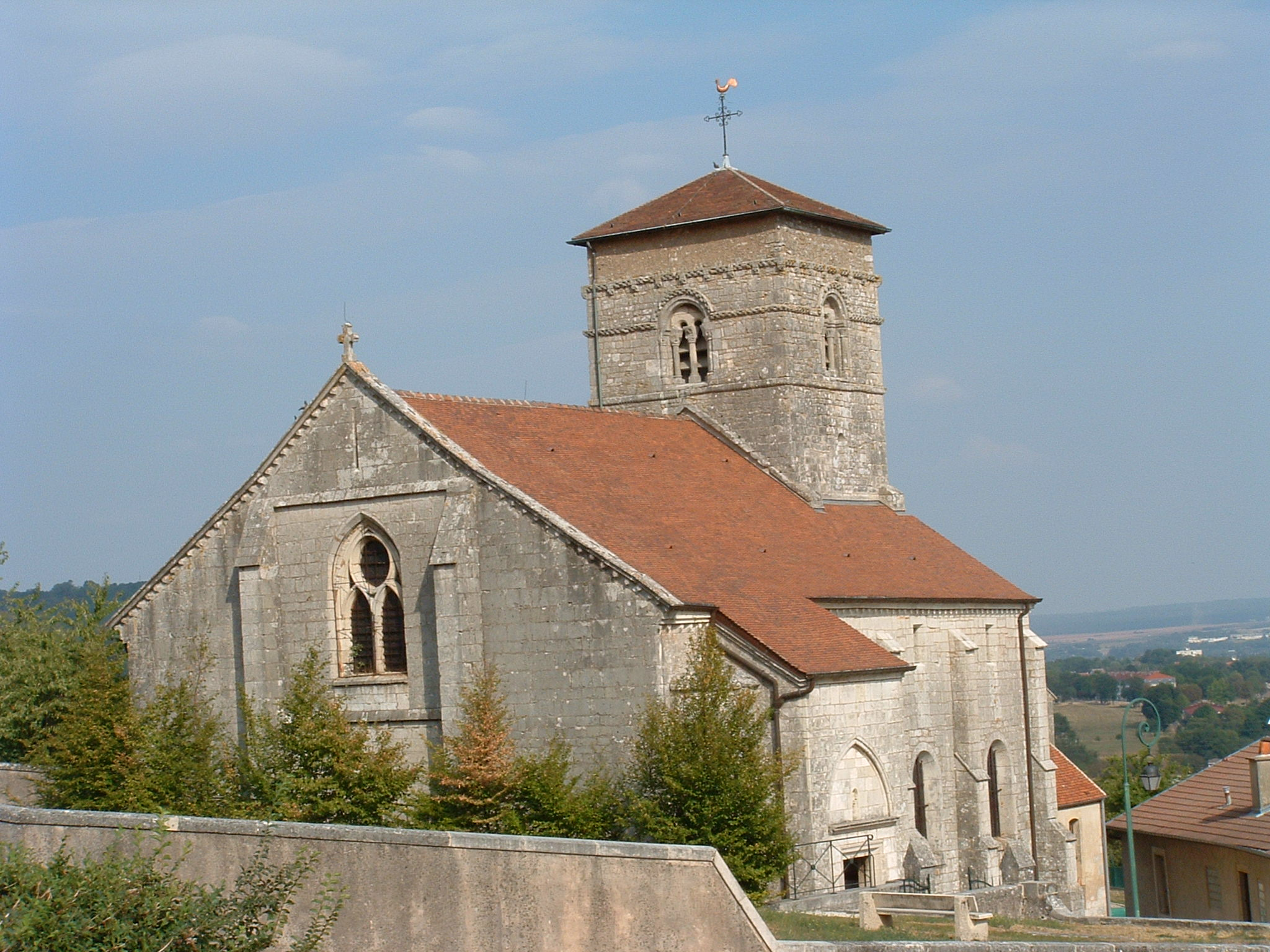
Kirche Notre-Dame-de-la-Nativité-et-de-la-Vierge

- Reste der römischen Straßen von Reims nach Toul
- Befestigungsanlagen
- Gedenkmal an die Deportierten und Getöteten des Naziregimes
- Kirche Notre-Dame-de-la-Nativité-et-de-la-Vierge aus dem 13. Jahrhundert (Monument historique)
- Kirche Saint-Barthelémy mit Chor aus dem 13. Jahrhundert